# Molophilus mina
Molophilus mina är en tvåvingeart som beskrevs av Günther Theischinger 2000. Molophilus mina ingår i släktet Molophilus och familjen småharkrankar. Inga underarter finns listade i Catalogue of Life.